# Hanila (Landgemeinde)
Hanila (Hanila vald) ist eine ehemalige Landgemeinde im Kreis Lääne im Westen der Republik Estland. 2017 wurde Hanila in die Landgemeinde Lääneranna im Kreis Pärnu eingegliedert.

## Beschreibung
Hanila war die südlichste Landgemeinde des Landkreises Lääne. Ihre Fläche betrug 232 km². Sie hatte 1.373 Einwohner (1. Januar 2012).
Im Dorf Hanila wurde 1993 ein Museum eröffnet. Es beschäftigt sich vor allem aus ethnographischer Sicht mit der örtlichen Textil- und Schmuckkunst. Daneben wird das historische Leben der bäuerlichen Gesellschaft Läänemaas dargestellt.

## Natur
Westlich der Landgemeinde erstreckte sich die Ostsee. Zu Hanila gehörte auch der Fährhafen Virtsu. Von ihm führt eine Fährverbindung auf die Insel Muhu, die durch einen Damm mit der größten estnischen Insel Saaremaa verbunden ist. Der Küste vorgelagert sind zahlreiche kleinere Inseln. Zahlreiche Findlinge und kleine Buchten säumen die Küstenlandschaft.
40 % der Landfläche waren von Wald bedeckt. Im Landesinneren gab es zahlreiche Moore. In der Landgemeinde waren vier Naturschutzgebiete ausgewiesen. Das Naturschutzgebiet von Puhtu-Laelatu (Puhtu-Laelatu looduskaitseala) war Teil des Nationalparks Matsalu.
Auf der Halbinsel Puhtu ließ der Landrat Carl Thure von Helwig (1741–1810) Ende des 18. Jahrhunderts eine Anlage mit Sommerhäuschen im chinesischen Stil bauen. Hinzu kamen von Skulpturen gesäumte Alleen, die der Kunst- und Kulturmäzen anlegen ließ. 1813 wurde dort das weltweit erste noch erhaltene Denkmal für Friedrich Schiller errichtet.

## Dörfer
Neben dem Hauptort und Verwaltungssitz Kõmsi gehörten zur Landgemeinde die Dörfer Äila, Esivere, Hanila, Karuse, Kaseküla, Kause, Kinksi, Kiska, Kokuta, Kuke, Kõera, Linnuse, Lõo, Massu, Mõisaküla, Mäense, Nehatu, Nurmsi, Pajumaa, Pivarootsi, Rame, Rannaküla, Ridase, Salevere, Ullaste, Vatla, Virtsu und Voose.

## Wirtschaft
Das wirtschaftliche Zentrum der Landgemeinde lag im Hauptort Kõmsi mit seiner Drahtherstellung. Daneben hatte der Fährhafen von Virtsu große wirtschaftliche Bedeutung. Bei Virtsu, dem bevölkerungsreichsten Ort der Landgemeinde, lag auch einer der größten Windparks der Republik Estland.

## Bilder

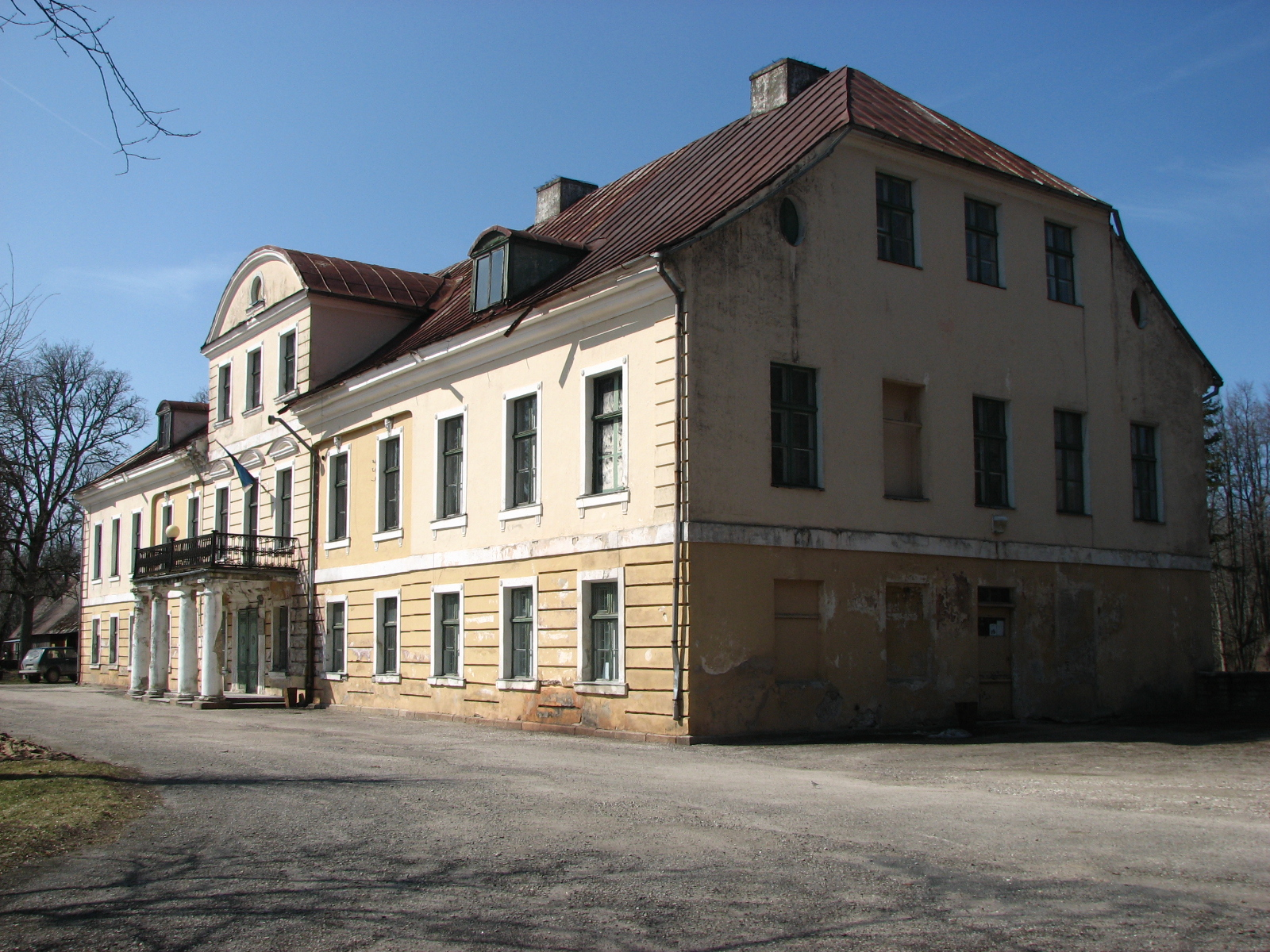
Herrenhaus von Vatla
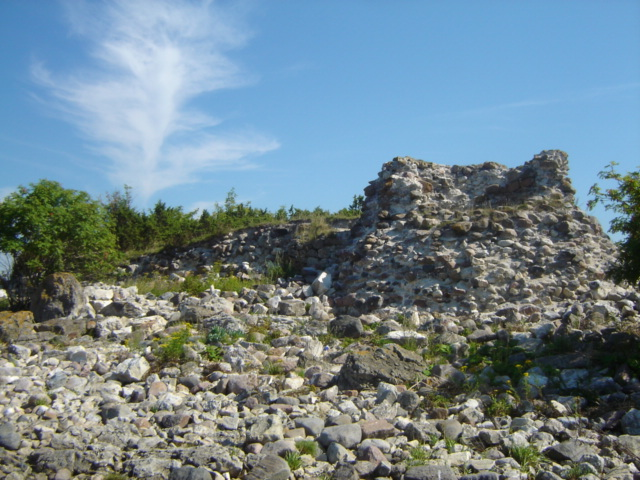
Ruinen der Bischofsburg Virtsu
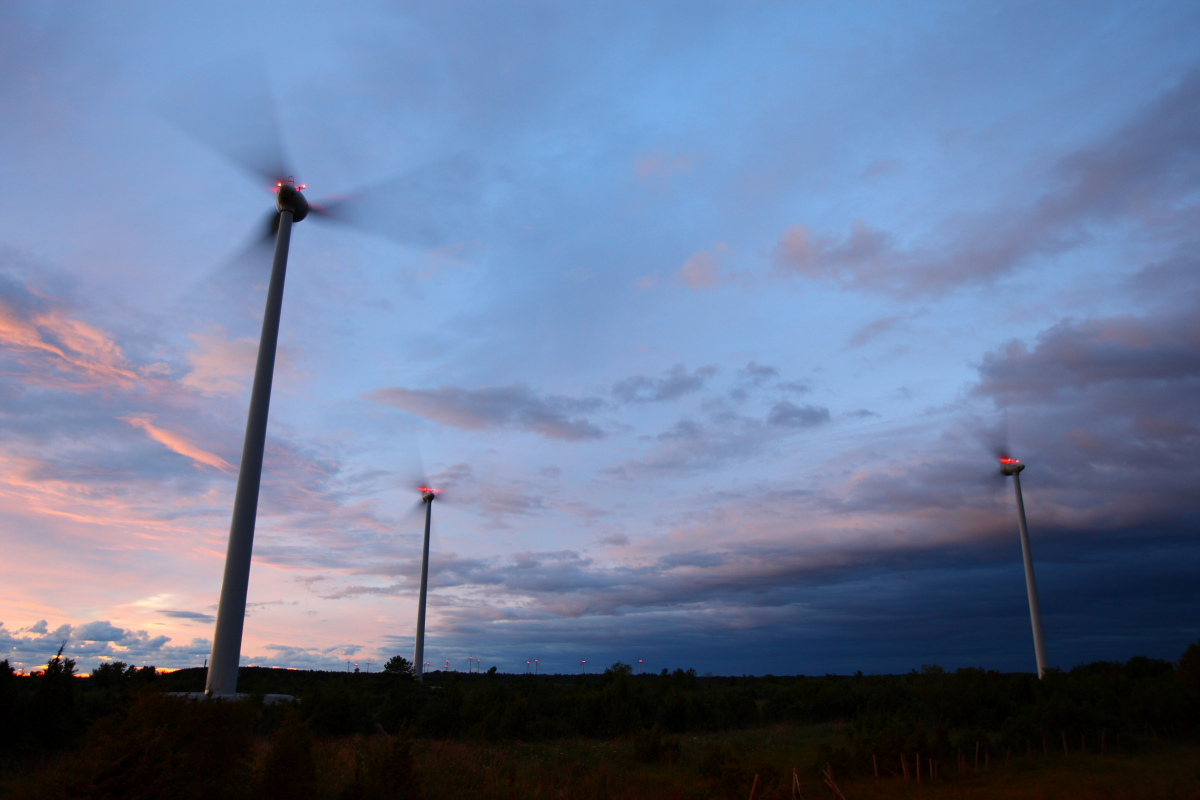
Windpark bei Virtsu
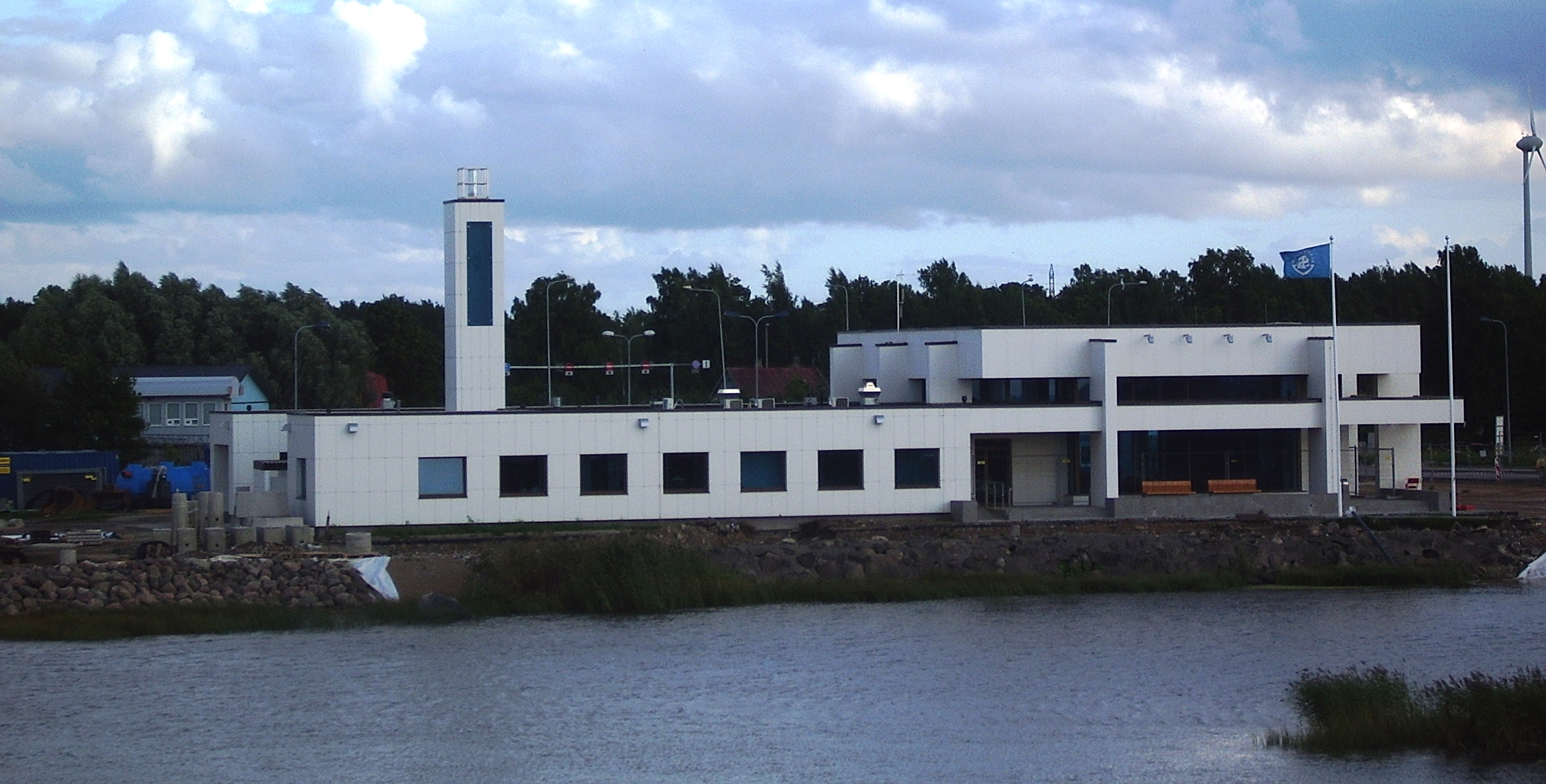
Fährhafen auf die Insel Muhu
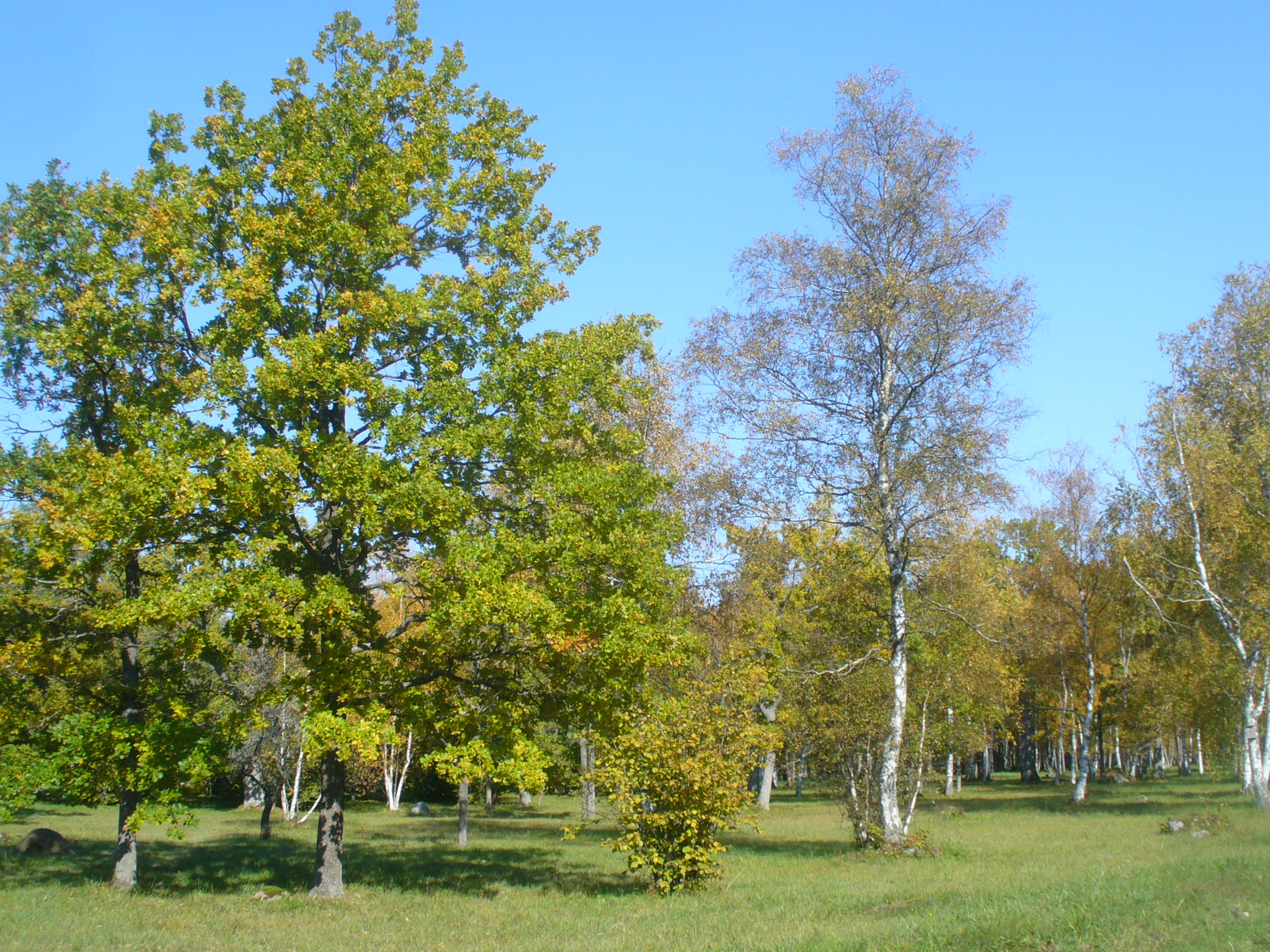
Naturschutzgebiet Laelatu
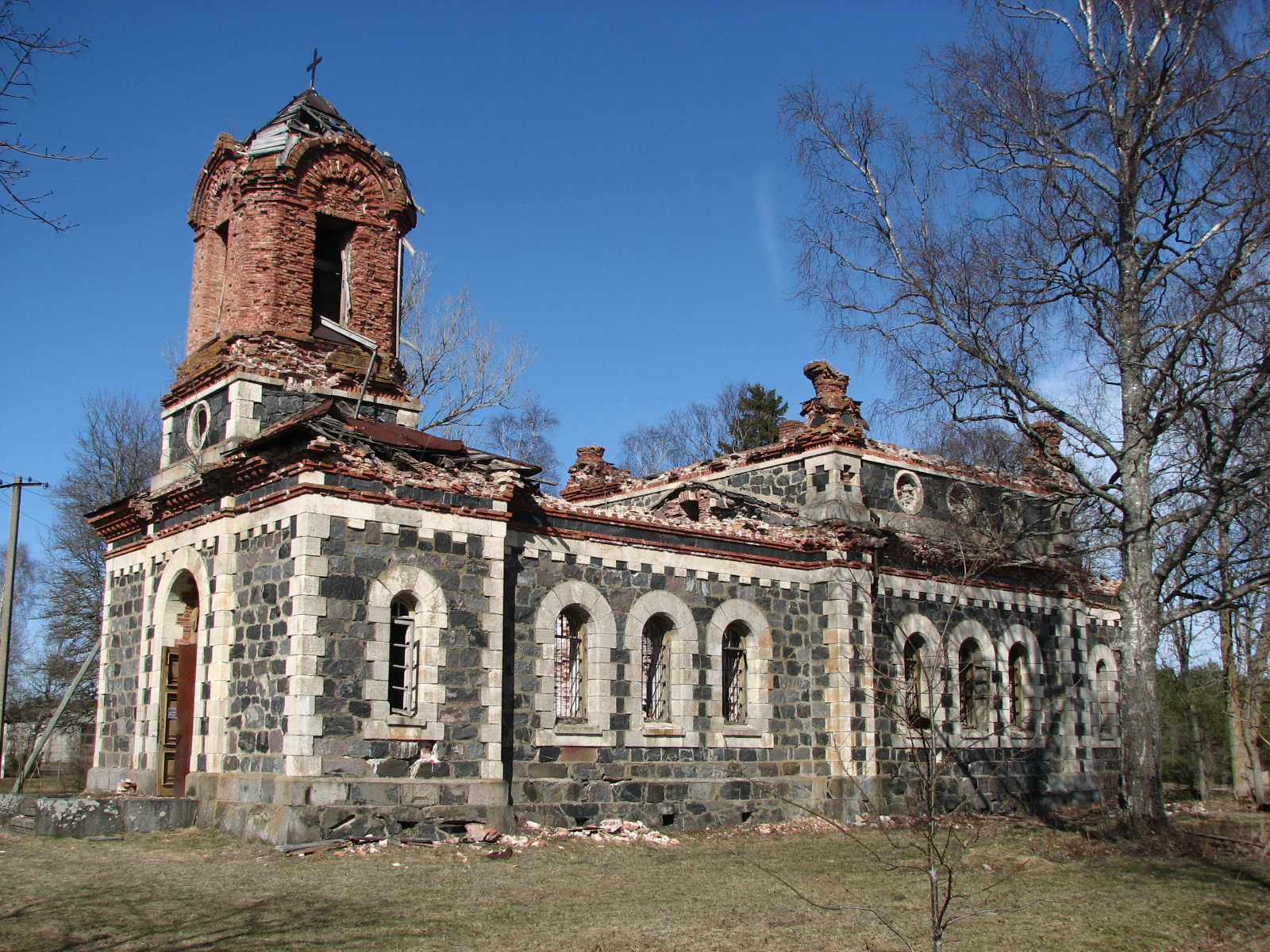
Ehemalige orthodoxe Kirche von Uue-Virtsu
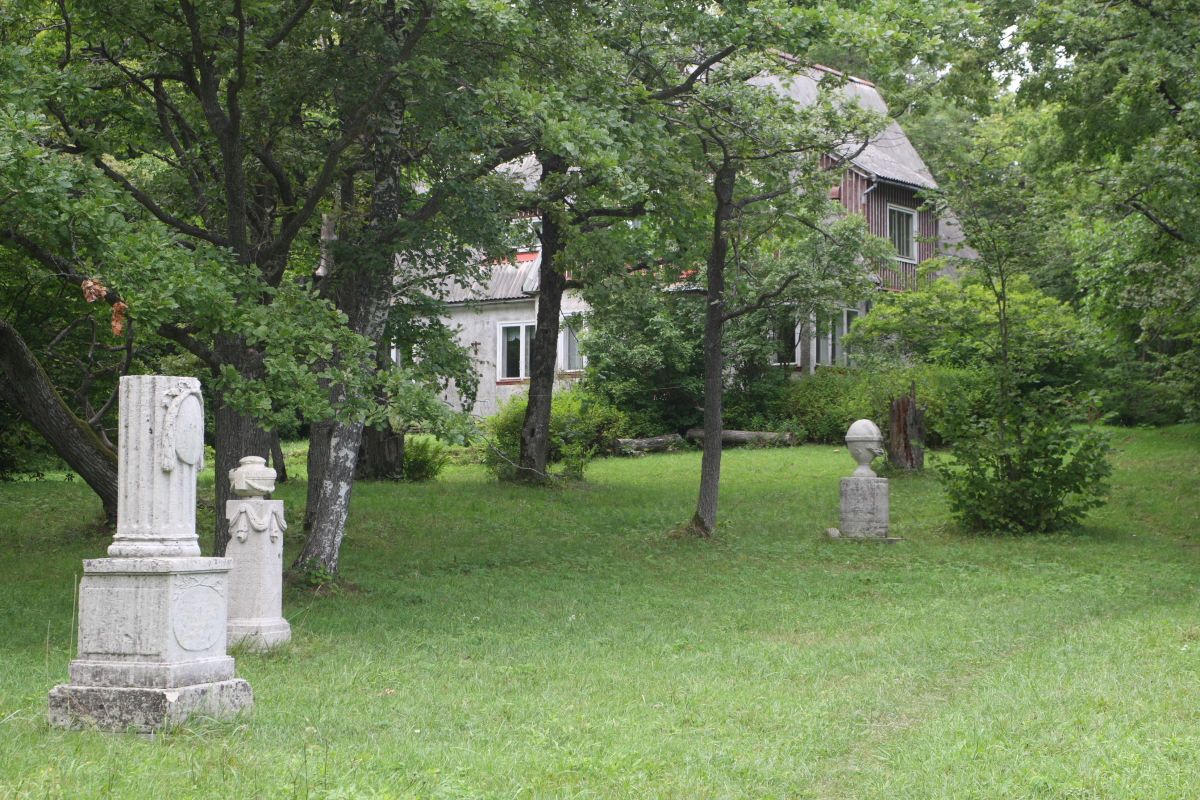
Halbinsel Puhtu